# Raoul Brygoo
Pour les articles homonymes, voir Brygoo.
Ne doit pas être confondu avec Édouard-Raoul Brygoo.
Raoul Léon Brygoo, né à Lille le 24 novembre 1886 et mort à Montfort-l'Amaury le 30 janvier 1973, est un peintre, illustrateur, graveur et architecte français.

## Biographie
Raoul Léon Brygoo naît à Lille le 24 novembre 1886.
Peintre paysagiste et de marines, il reçoit une médaille d'honneur au Salon des artistes français de 1926 et une médaille de bronze en 1937. Il se fait remarquer en exposant à la Galerie Georges Petit en 1929 des paysages du Boulonnais. 
Membre de l'École de Wissant, une rue de Wissant porte son nom. Architecte de la Société immobilière de la station balnéaire de 1925 à 1930, il participe après la Seconde Guerre mondiale à la reconstruction du village.
Raoul Brygoo meurt à Montfort-l'Amaury le 30 janvier 1973.